# 12e parallèle sud
Pour les articles homonymes, voir 12e parallèle.
En géographie, le 12e parallèle sud est le parallèle joignant les points de la surface de la Terre dont la latitude est égale à 12° sud.

## Géographie

### Dimensions
Dans le système géodésique WGS 84, au niveau de 12° de latitude sud, un degré de longitude équivaut à 108,903 km ; la longueur totale du parallèle est donc de 39 205 km, soit environ 98 % de celle de l'équateur. Il en est distant de 1 327 km et du pôle Sud de 8 675 km,.

### Régions traversées
Le 12e parallèle sud passe au-dessus des océans sur environ 81 % de sa longueur. Du point de vue des terres émergées, il traverse l'Afrique (Angola, Zambie, République démocratique du Congo, Zambie, Malawi, Tanzanie, Mozambique), Madagascar, l'Australie (Territoire du Nord, Queensland) et l'Amérique du Sud (Pérou, Bolivie, Brésil).
Le tableau ci-dessous résume les différentes zones traversées par le parallèle, d'ouest en est :
| Zone                                                | Début                 | Fin                   | Longueur (km) |
| --------------------------------------------------- | --------------------- | --------------------- | ------------- |
| Océan Indien                                        | 12° 00′ S, 37° 38′ O  | 12° 00′ S, 13° 44′ E  | 5 594         |
| Afrique                                             | 12° 00′ S, 13° 44′ E  | 12° 00′ S, 40° 33′ E  | 2 920         |
| Canal du Mozambique                                 | 12° 00′ S, 40° 33′ E  | 12° 00′ S, 49° 12′ E  | 942           |
| Madagascar (Andranovondronina)                      | 12° 00′ S, 49° 12′ E  | 12° 00′ S, 49° 19′ E  | 13            |
| Océan Indien                                        | 12° 00′ S, 49° 19′ E  | 12° 00′ S, 132° 37′ E | 9 072         |
| Australie (Territoire du Nord)                      | 12° 00′ S, 132° 37′ E | 12° 00′ S, 134° 11′ E | 171           |
| Estuaire de la Liverpool River                      | 12° 00′ S, 134° 11′ E | 12° 00′ S, 134° 15′ E | 7             |
| Australie (Territoire du Nord)                      | 12° 00′ S, 134° 15′ E | 12° 00′ S, 134° 18′ E | 5             |
| Mer d'Arafura                                       | 12° 00′ S, 134° 18′ E | 12° 00′ S, 134° 40′ E | 40            |
| Australie (Territoire du Nord)                      | 12° 00′ S, 134° 40′ E | 12° 00′ S, 134° 46′ E | 11            |
| Mer d'Arafura                                       | 12° 00′ S, 134° 46′ E | 12° 00′ S, 135° 34′ E | 87            |
| Île Elcho                                           | 12° 00′ S, 135° 34′ E | 12° 00′ S, 135° 44′ E | 18            |
| Détroit de Cadell                                   | 12° 00′ S, 135° 44′ E | 12° 00′ S, 135° 46′ E | 4             |
| Australie (péninsule de Napier, Territoire du Nord) | 12° 00′ S, 135° 46′ E | 12° 00′ S, 135° 49′ E | 5             |
| Baie de Buckingham                                  | 12° 00′ S, 135° 49′ E | 12° 00′ S, 136° 16′ E | 49            |
| Île Inglis                                          | 12° 00′ S, 136° 16′ E | 12° 00′ S, 136° 19′ E | 5             |
| Détroit de Nalwarung                                | 12° 00′ S, 136° 19′ E | 12° 00′ S, 136° 23′ E | 7             |
| Australie (péninsule de Gove, Territoire du Nord)   | 12° 00′ S, 136° 23′ E | 12° 00′ S, 136° 27′ E | 7             |
| Golfe de Carpentarie                                | 12° 00′ S, 136° 27′ E | 12° 00′ S, 136° 30′ E | 5             |
| Australie (péninsule de Gove, Territoire du Nord)   | 12° 00′ S, 136° 30′ E | 12° 00′ S, 136° 32′ E | 4             |
| Golfe de Carpentarie                                | 12° 00′ S, 136° 32′ E | 12° 00′ S, 141° 51′ E | 579           |
| Australie (péninsule du cap York, Queensland)       | 12° 00′ S, 141° 51′ E | 12° 00′ S, 141° 54′ E | 5             |
| Port Musgrave                                       | 12° 00′ S, 141° 54′ E | 12° 00′ S, 142° 00′ E | 11            |
| Australie (péninsule du cap York, Queensland)       | 12° 00′ S, 142° 00′ E | 12° 00′ S, 143° 11′ E | 129           |
| Océan Pacifique                                     | 12° 00′ S, 143° 11′ E | 12° 00′ S, 77° 09′ O  | 15 210        |
| Amérique du Sud                                     | 12° 00′ S, 77° 09′ O  | 12° 00′ S, 37° 38′ O  | 4 303         |

## Îles proches
Le 12e parallèle passe à proximité des îles suivantes :
- Grande Comore (Comores) ;
- Anjouan (Comores) ;
- North Keeling Island (îles Cocos, Australie) ;
- Île Horsburgh (îles Cocos, Australie) ;
- Îles Ashmore et Cartier (Australie) ;
- Récif Hibernia (Australie) ;
- Île Bathurst (Australie) ;
- Île Melville (Australie) ;
- Vanatinai (Papouasie-Nouvelle-Guinée) ;
- Rennell (Salomon) ;
- Vanikoro (Salomon) ;
- Tikopia (Salomon).